# Большая Осиновка (приток Куки)
Большая Осиновка, Осиновка — река в России, протекает в Шабалинском районе Кировской области. Устье реки находится в 13 км по левому берегу реки Кука. Длина реки составляет 14 км, площадь бассейна 48,1 км².
Исток реки расположен у деревни Старые Антропы в 14 км к северо-западу от посёлка Ленинское. Река течёт на юго-запад, в основном по лесному массиву. Кроме нежилой деревни Мочаловская населённых пунктов на берегах нет.

## Данные водного реестра
По данным государственного водного реестра России относится к Верхневолжскому бассейновому округу, водохозяйственный участок реки — Ветлуга от истока до города Ветлуга, речной подбассейн реки — Волга от впадения Оки до Куйбышевского водохранилища (без бассейна Суры). Речной бассейн реки — (Верхняя) Волга до Куйбышевского водохранилища (без бассейна Оки).
По данным геоинформационной системы водохозяйственного районирования территории РФ, подготовленной Федеральным агентством водных ресурсов:
- Код водного объекта в государственном водном реестре — 08010400112110000042209
- Код по гидрологической изученности (ГИ) — 110004220
- Код бассейна — 08.01.04.001
- Номер тома по ГИ — 10
- Выпуск по ГИ — 0